# Cteniza moggridgei
Espèce
Cteniza moggridgei est une espèce d'araignées mygalomorphes de la famille des Ctenizidae.

## Distribution
Cette espèce se rencontre en France en Provence-Alpes-Côte d'Azur dans les Alpes-Maritimes et en Italie en Ligurie,.

## Description
Le mâle décrit par Decae, Mammola, Rizzo et Isaia en 2019 mesure 10,2 mm et la femelle 18,1 mm, les mâles mesurent de 9,0 à 13,5 mm et les femelles de 14,0 à 18,1 mm.

## Systématique et taxinomie
Cette espèce a été décrite par O. Pickard-Cambridge en 1874.

## Étymologie
Cette espèce est nommée en l'honneur de John Traherne Moggridge.

## Publication originale
- Moggridge, 1874 : Supplement to Harvesting ants and trap-door spiders, Londres, p. 157-304 (texte intégral).